# Holler Till You Pass Out
Singles de 3OH!3
Electroshock
(2007)
Holler Till You Pass Out est une chanson du groupe américain 3OH!3. Elle a été publiée le 18 août 2006 en tant que premier single extrait du premier album éponyme du groupe. Il s'agit également du tout premier single du duo musical. Cette chanson a plus tard été ré-enregistrée pour être ré-éditée en tant que single extrait du second album su groupe le 16 octobre 2009, Want.

## Clip
Le clip a été tourné au lycée Boulder High School, que Sean et Nat avaient fréquenté lorsqu'ils vivaient au Colorado. Dans la vidéo, Sean joue le rôle d'un professeur et Nat celui du principal de l'établissement. La scène maître du clip se déroule sur la cour de récréation. Lorsque la musique commence, les deux protagonistes descendent du bâtiment où ils se trouvent et se mettent à danser avec les élèves ainsi qu'avec un homme de service de la cafétéria.